# Дацышен, Владимир Григорьевич
Влади́мир Григо́рьевич Дацы́шен (род. 15 мая 1964 года, Красноярск, СССР) — российский историк, востоковед, китаевед, специалист в области истории взаимоотношений России, Монголии, Китая и Японии в XIX — первой половине XX в., этнической  истории народов Южной Сибири, китайской и японской миграции в России. Доктор исторических наук, профессор.

## Биография
Родился 15 мая 1964 года в Ленинском районе Красноярска в рабочей семье. Отец — Григорий Иванович Дацышен, родом из крестьян Украины, имеет высшее образование, поднимал целину в Казахстане, работал на стройках и ведущим инженером-технологом на Красноярском машиностроительном заводе. Мать — Нина Георгиевна Дацышена (Лалетина, Сазонова), родом из чалдонов Красноярского края.
В 1981 году окончил среднюю школу и работал слесарем механосборочных работ на заводе «Красмаш», а также воспитателем в пионерском лагере предприятия.
В 1982—1984 годы проходил срочную службу в Вооружённых Силах СССР в Краснознамённом Дальневосточном военном округе, где первый год был радиотелеграфистом и каменщиком, а второй — начальником радиостанции большой и средней мощности. Именно тогда возник интерес к Китаю.
В 1989 году с отличием окончил исторический факультет Красноярского государственного педагогического института по специальности «История, обществоведение и советское право. Преподаватель истории.» Сам В. Г. Дацышен вспоминал, что его «пытались в приёмной комиссии отговорить, уговорить забрать документы и перевестись на „физвос“, убеждая, что интеллект вернувшихся из армии бывших слесарей не предназначен для совместного обучения с детьми партэлиты и учителей. Я поверил, но из вредности остался на истфаке, который в 1989 г. закончил с красным дипломом по специальности учитель истории, обществоведения и права».
В 1986—1989 годах работал учителем истории в школе.
С 1989 года по настоящее время преподаёт в КГПУ имени В. П. Астафьева, пройдя путь от ассистента до профессора кафедры всеобщей истории, а также заведующим кафедрой востоковедения Железногорского филиала.
В 1990-е годы также работал учителем в средних школах Красноярска, читал курсы лекций по правовым дисциплинам в филиалах московских вузов и выезжал на экзаменационные сессии в различные посёлки на севере Красноярского края и на Байкало-Амурской магистрали.
В 1992—1995 годах учился в заочной аспирантуре при Иркутском государственном педагогическом университете.
В 1996 году защитил диссертацию на соискание учёной степени кандидата исторических наук по теме «Проблемы истории российско-китайских отношений» по специальности 07.00.03 — Всеобщая история.
С 1997 года работал на кафедре восточных языков факультета современных иностранных языков Красноярского государственного университета, где преподавал историю Востока, страноведение Китая.
В 2000 году прошёл стажировку в Институте востоковедения РАН.
В 2001 году защитил диссертацию на соискание учёной степени доктора исторических наук по теме «Российско-китайские отношения в 1881—1903 гг.» по специальности 07.00.03 — Всеобщая история.
В 2003 году повышал квалификацию на летней сессии Методологического института международных отношений «Философия международных отношений», организованного Научно-образовательным форумом по международным отношениям при поддержке Фонда Джона Д. и Кэтрин Т. Макартуров (США) (регистрационный номер Диплома Л-03-8). Кроме того, проходил повышение квалификации в Институте востоковедения РАН, Институте восточных рукописей РАН, университетах Тулузы и Нагои.
С 2005 по 2021 год — профессор и заведующий кафедрой всеобщей истории Красноярского государственного университета (ныне — Сибирского федерального университета).
С апреля 2021 года — профессор кафедры истории России, мировых и региональных цивилизаций СФУ.
Был профессором кафедры китаеведения Благовещенского государственного педагогического университета.
Работал научным сотрудником Института истории СО РАН.
Член диссертационного совета по защите докторских диссертаций при Красноярском государственном педагогическом университете. Входил в состав экспертного совета ВАК РФ по истории (2013—2016).
Член редакционной коллегии «Известий Иркутского государственного университета».
Владеет китайским и японским языками. Увлекается археологией.
Автор около 350 научных публикаций (в том числе 15 авторских и 8 коллективных монографий, а также 4 учебников).

## Научная деятельность
В. Г. Дацышен занимается исследованием различных вопросов новой и новейшей истории Китая и Японии, а также Центральной Азии и Сибири,  международных и межнациональных отношений в Азии, миграционных процессов в Евразии,  межкультурной коммуникации и трансграничного взаимодействия. В свои работах часто рассматривает глобальные проблемы всеобщей истории в их связи или через призму истории Красноярского края и Центральной Сибири.
В 1985—1993 и 1996 годах принимал участие в работе античных археологических экспедиций.
В 1997 и 2003 годах принимал участие в работе археологических экспедиций ИИАЭ ДВО РАН на Дальнем Востоке.
Работал в архивах, музеях и библиотеках почти всех 10-ти крупных городов Сибири и Дальнего Востока, а также научных центрах России, Украины, Монголии, Китая и Японии. Получал гранты за научные работы.
Выступал с научными докладами и публичными лекциями во многих городах России, а также за рубежом — в городах Ховд и Улан-Батор (Монголия), Харбин и Тяньцзинь (КНР), Саппоро, Нагоя, Осака (Япония), а также в Великобритании, Казахстане, Польше, США, Украине и Франции, в университетах Португалии, Франции, Германии, Польши, Белоруссии, Казахстана, Монголии, Китая, Японии. Выступал в качестве оппонента в диссертационных советах Абакана, Алма-Аты, Барнаула,  Владивостока, Волгограда Иркутска, Казани, Кемерово и Томска. Многие годы читает курсы лекций в Пекинском педагогическом университете (Бэйшида), а также университетах Благовещенска и Новосибирска. Также любит изучать котов и кошек древнего Китая.

## Награды
- 7 марта 2002 года указом губернатора Красноярского края А. И. Лебедя присвоено звание «Преподаватель года высшей школы Красноярского края».

## Научные труды

### Книги

#### Монографии
- Дацышен В. Г. Русско-китайская война. Маньчжурия 1900 г.: Часть 1. Боевые действия на сухопутном фронте. — СПб.: Альманах «Цитадель»; Галея Принт, 1996. — 144 с.
- Дацышен В. Г. Русско-китайская война 1900 г. Поход на Пекин. — СПб.: Альманах «Цитадель»; Галея Принт, 1999. — 157 с. — ISBN 5-8172-0011-2.
- Дацышен В. Г. История изучения китайского языка в Российской империи. — Красноярск, 2000. — 110 с.
- Дацышен В. Г. История российско-китайских отношений в конце XIX — начале ХХ вв. — Красноярск, 2000.
- Дацышен В. Г. Очерки истории российско-китайской границы во 2-й половине XIX — начале XX вв.. — Кызыл: Республиканская типография, 2000. — 215 с.
- Дацышен В. Г. Боксерская война. Военная компания русской армии и флота в Китае в 1900—1901 гг. — Красноярск, 2001.
- Дацышен В. Г., Ондар Г. А. Саянский узел: Усинско-Урянхайский край и российско-тувинские отношения в 1911—1921 гг. — Кызыл, 2003.
- Дацышен В. Г. Саянский рубеж. Южная часть Приенисейского края и русско-тувинские отношения в 1616—1911 гг. — Томск, 2005.
- Дацышен В. Г. История изучения китайского языка в Российской империи. — 2-е, испр. и дополн. — Благовещенск: Изд-во БГПУ, 2006. — 183 с.
- Дацышен В. Г. Христианство в Китае: история и современность. — М.: Научно—образовательный форум по международным отношениям, 2007. — 240 с. — ISBN 5-901981-19-7.
- Дацышен В. Г. Китайцы в Сибири в XVII-XX вв.: проблемы миграции и адаптации. — Красноярск: СФУ, 2008. — 326 с.
- Дацышен В. Г., Модоров Н. С. Народы Саяно-Алтая и Северо-Западной Монголии в борьбе с цинской агрессией. 1644—1758 гг. : монография. — Горно-Алтайск: Горно-Алтайский государственный университет, 2009. — 140 с.
- Pietrasiak M., Dacyszen W. Regionalny aspect historii stosunkow Rosyjsko-Chinskich. — Lodz, 2012.
- Дацышен В. Г., Чегодаев А. Б. Архимандрит Петр (Каменский). — М.-Гонконг, 2013.
- Дацышен В. Г. Советско-японская война 1945 года. Взгляд на события и проблемы через 70 лет. — Чита, 2015.
- Дацышен В. Г. История русского китаеведения 1917–1945 гг.. — М.: Весь Мир, 2015. — 352 с. — ISBN 978-5-7777-0662-1.
- Дацышен В. Г., Овчаров В. В. Сережское восстание 1920 года. История в документах. — Красноярск: СФУ, 2018. — 174 с.

Главы в коллективных монографиях
- Дацышен В. Г. Раздел II, глава 5 «Республика Тува: социально-экономический кризис и потенциал этнической напряженности» // Стабильность и конфликт в российском приграничье. Этнополитические процессы в Сибири и на Кавказе. — М., 2005.
- Дацышен В. Г. Гл. I, разд. 3, гл. II, разд. 1-7 // История Тувы. — Новосибирск: Наука, 2007. — Т. 2.
- Datsyshen V.G. Japanese Deportees and Prisoners of War in Siberia, 1904—1905 // Rethinking the Russo-Japanese War, 1904-05. Vol. II: The Nichinan Papers / Ed. by John Chapman & Chiharu Inaba. — Global Oriental Ltd, 2007.
- Дацышен В. Г. Война в Приамурье. Из истории кампании русской армии и флота в Китае 1900—1902 гг. // Военные события в Приамурье 1900—1902. — Благовещенска-на-Амуре, 2008.
- Дацышен В. Г. История Российской Духовной Миссии в Китае. — Гонконг, 2010. — 448 с.
- Дацышен В. Г. Митрополит Иннокентий Пекинский. — Гонконг, 2011. — 432 с.
- Дацышен В. Г. Миграции китайцев в Азиатской России в XX веке // Миграции населения Азиатской России в конце XX – начале XXI вв. / отв. ред. В. А. Исупов ; Ин-т истории СО РАН. — Новосибирск: Параллель, 2011. — С. 311—345.
- Datsyshen V. G. Historical and contemporary trends of Chinese labor migration into Siberia // Chinese Migrants in Russia, Central Asia and Eastern Europe / Felix Chang, Sunnie Rucker-Chang. — London: Routledge Pages, 2011. — P. 19—40.

#### Пособия
- Дацышен В. Г. Новая история Китая: Учебное пособие. — Красноярск: КрасГУ, 2003. — 190 с.
- Дацышен В. Г. Новая история Китая: Учебное пособие. — Благовещенск: Изд-во БГПУ, 2004. — 300 с. (Рекомендовано Дальневосточным РУМЦ в качестве учебного пособия для студентов).
- Дацышен В. Г. История русско-китайских отношений 1618—1917 гг.: Учебное пособие. — Красноярск, 2004.
- Дацышен В. Г. История русско-китайских отношений 1618—1917 гг.: Учебное пособие. — Благовещенск: Изд-во БГПУ, 2005. — 260 с. (Рекомендовано Дальневосточным РУМЦ в качестве учебного пособия для студентов).
- Дацышен В. Г. Новая история Китая: Учебное пособие. — 2-е, испр. и дополн. — Красноярск, 2005. — 206 с.
- Дацышен В. Г. Новая история Японии: Учебное пособие. — Красноярск: КГПУ имени В. П. Астафьева, 2007. — 200 с.
- Дацышен В. Г. Изучение китайского языка в России (XVIII – начало XX вв.) : Учебное пособие. — Новосибирск: Новосиб. гос. ун-т, 2011. — 214 с.

### Статьи

#### В зарубежных и международных изданиях
- Дацышен В. Г. 1900 нянь Хэйлунцзян шан дэ Э Чжун цзюньши цунту (шан) (Русско-китайский военный конфликт 1900 г. на Амуре (начало) // Hulan shizhuan xuebao. — 1995. — № 1.
- Дацышен В. Г. 1900 нянь Хэйлунцзян шан дэ Э Чжун цзюньши цунту (ся) (Русско-китайский военный конфликт 1900 г. на Амуре (окончание) // Suihua shizhuan xuebao. — 1995. — № 3.
- Дацышен В. Г. Андреевский флаг над Порт-Артуром // Международная жизнь. — 1998. — № 6.
- Дацышен В. Г. Епископ Иннокентий (Фигуровский). Начало нового этапа в истории Российской Духовной Миссии в Пекине // Китайский благовестник. — 2000. — № 1. — С. 27—39.
- Дацышен В. Г. Японцы в Сибири // Япония сегодня. — 2000. — № 11.
- Дацышен В. Г. Формирование китайской общины в Российской империи (вторая половина XIX в.) // Диаспоры. — 2001. — № 2—3.
- Дацышен В. Г. Китайские студенты в Российской империи // Вестник Международного Центра Азиатских Исследований. — М.-Иркутск, 2002. — № 1.
- Дацышен В. Г. Оэрлофу цзи ци сяошуо «цяоминь» (Орлов и его роман «Эмигранты») // Исследования по русскому языку и литературе. — Пекин, 2003. — Вып. 2 Литература.
- Дацышен В. Г. Гастарбайтеры на востоке России: масштабы явления, перспективы и проблемы //  / Под. ред. В. И. Дятлова, англ. Пер. О. А. Бакшеевой. — «Мост через Амур». Внешние миграции и мигранты в Сибири и на Дальнем Востоке: Сборник материалов международного исследовательского семинара.. — М., Иркутск: Наталис, 2004. (Datsyshen V.G. Migrant workers in the East of Russia: scale of presence, perspectives and problems // «A bridge across the Amur river». International Migration and Migrants in Siberia and the Far East — M., Irkutsk, 2004).
- Дацышен В. Г. Японцы в Сибири в конце XIX — начале XX в. // Известия Восточного Института ДВГУ. — Владивосток, 2004. — № 8.
- Dacysen V. La presse et la societe russes face a l’eventualite d’une guerre avec le Japon (1903-debut 1904) // Faits et imaginaries de la guerre russo-japonaise. — Paris-Pondichery, 2005.
- Дацышен В. Г. Китайцы-земледельцы в Приморье: эпизод длиной в сто лет // Известия Восточного Института ДВГУ. — Владивосток, 2005. — № 9. — С. 70—89.
- Dacysen V. Le Sangha de Touva Durant le protectorat Russe (1911—1921) // Slavica occitania. — Toulouse, 2005. — № 21.
- Дацышен В. Г. Китайский труд на Урале в годы Первой мировой войны // Уральское востоковедение. — Екатеринбург: Изд-во Урал. ун-та, 2007. — Вып. 2. — С. 49—58.
- Дацышен В. Г. Депортированные и военнопленные японцы в Сибири в 1904—1905 гг. // Япония 2007. Ежегодник. — М., 2007.
- Дацышен В. Г., Модоров Н. С. Из истории освоения русским государством Приамурья в первой половине XVII века. // Мир Евразии. — 2008. — № 3.
- Дацышен В. Г. Неизвестная война. К проблеме официальной позиции советского руководства по конфликту на Халхин-Голе 1939 г. // Вестник Международного Центра Азиатских Исследований. — Иркутск, 2009. — № 16.
- Дацышен В. Г., Модоров Н. С. Из истории становления маньчжурского государства Цин и его взаимоотношений с соседями в XVII — начале XVIII вв. // Мир Евразии. — 2009. — № 1 (4).
- Дацышен В. Г. Проблемы китайской миграции в Сибири на современном этапе развития России // International Research. — 2009. — № 1. — С. 128—140.
- Дацышен В. Г. Изучение истории Центральной и Восточной Азии в Санкт-Петербургской академии наук в XVIII – первой половине XIX вв. // Мир Евразии. — 2013. — № 2. — С. 21—26.
- Дацышен В. Г., Модоров Н. С. Расширение Маньчжурского государства в первой трети XVII в. Маньчжуро-корейская война 1636-1637 гг. // Мир Евразии. — 2013. — № 2. — С. 26—36.
- Дацышен В. Г., Модоров Н. С. Цинская империя XVI – XVIII вв. // Мир Евразии. — 2013. — № 3. — С. 32—43.

#### В журналах по списку ВАК
- Дацышен В. Г. Уссурийские купцы. Судьба китайцев в дореволюционной России. // Родина. — 1995. — № 7.
- Дацышен В. Г. Инкоу: из опыта российского колониализма // Восток. — 1995. — № 4.
- Дацышен В. Г. Андреевский флаг над Порт-Артуром (История русской Квантунской области) // Азия и Африка сегодня. — 1998. — № 3.
- Дацышен В. Г. Шоу Шань // Вопросы истории. — 1998. — № 4.
- Дацышен В. Г. К вопросу основания Харбина в современной китайской историографии // Восток. — 1999. — № 1.
- Дацышен В. Г. Шаолинь. Монастырь в котором изучают ушу и куда уже проторили дорогу русские мастера боевых искусств // Азия и Африка сегодня. — 2001. — № 6.
- Дацышен В. Г. Межконфессиональное взаимодействие в Приамурье во второй половине XIX — начале XX вв. // Религиоведение. — 2002. — № 4.
- Дацышен В. Г. Основатель Института Африки родом из Азии // Азия и Африка сегодня. — 2004. — № 8. — С. 40—44.
- Дацышен В. Г. Православие в Усинско-Урянхайском крае во 2-й пол. XIX — нач. XX в. // Религиоведение. — 2004. — № 2.
- Дацышен В. Г. Потенциал конфликтности в зоне российско-монгольской границы в Туве // Международные процессы. — 2005. — Т. 3, № 1 (7).
- Дацышен В. Г. Новая история Китая: Введение // Вестник НГУ. Сер.: История, филология. — Новосибирск: Новосиб. гос. ун-т, 2006. — Т. 5, вып. 4. Востоковедение.
- Дацышен В. Г. Фундаментальное исследование внешней политики Китая // Вестник НГУ. Сер.: История, филология. — Новосибирск: Новосиб. гос. ун-т, 2006. — Т. 5, вып. 4. Востоковедение. — С. 122—125.
- Дацышен В. Г. Новая история Японии // Вестник НГУ. Серия: История. Филология. — Новосибирск: Новосиб. гос. ун-т, 2007. — Т. 6, вып. 4: Востоковедение.
- Дацышен В. Г. Китайская трудовая миграция в России. Малоизвестные страницы истории // Проблемы Дальнего Востока. — 2008. — № 5. — С. 99—104.
- Дацышен В. Г. Движение за латинизацию китайской письменности и развитие китайской школы на советском Дальнем Востоке // Россия и АТР. — 2008. — № 3 (61). — С. 160—169.
- Дацышен В. Г. «Не хочу скрывать мою сильную любовь к Вашей Родине, к русским». Письма из Китая. 1956—1961 гг. // Исторический архив. — 2009. — № 5. — С. 3—15.
- Дацышен В. Г. Война на МНР. Халхин-Гол в нашей повседневности // Родина. — 2009. — № 8. (отрывок)
- Дацышен В. Г. , Чегодаев А. Б. Дорога к храму Чистого Облака, или какому богу молятся китайцы. Экскурсия по церквям и монастырям в китайской провинции // Азия и Африка сегодня. — 2009. — № 12.
- Дацышен В. Г. Конфликт на КВЖД: Общественная поддержка воюющей армии. По материалам сибирских региональных архивов // Военно-исторический журнал. — 2009. — № 12.
- Дацышен В. Г. Митрополит Иннокентий (Фигуровский) // Вопросы истории. — 2009. — № 12. — С. 24—36.
- Дацышен В. Г. Русский военный советник в Китае полковник П. П. Воронов // Военно-исторический журнал. — 2012. — № 5. — С. 38—43.
- Дацышен В. Г., Кузьмин С. Л. Улан-Батор (конференция «Монгольский суверенитет и монголы») // Восток. — 2012. — № 2. — С. 173—175.
- Дацышен В. Г. Благовещенск прифронтовой. Граница  в  истории  Благовещенска // Родина. — 2013. — № 6. — С. 48—58.

#### В других журналах
- Дацышен В. Г. Депортированные и военнопленные японцы в Сибири в 1904-1905 гг. // Япония. Ежегодник. — 2007. — № 36. — С. 240—249.
- Дацышен В. Г. Тувинское население Усинского пограничного округа Енисейской губернии. Из истории русско-тувинских отношений // Новые исследования Тувы. — 2009. — № 3. — ISSN 2079-8482.
- Дацышен В. Г. Проблема "включения истории народов и стран Азии в мировую историю" и современное образование // Новые исследования Тувы. — 2010. — № 2. — С. 238—243. — ISSN 2079-8482.
- Дацышен В. Г. Актуальные направления историко-востоковедных исследований в Сибири // Бюллетень. — М.: Рос. акад. наук, О-во востоковедов, 2010. — Вып. 19: Тезисы VII Съезда российских востоковедов (Звенигород, 13-16 сентября 2010 г.).. — С. 85—88.
- Дацышен В. Г. Актуальные направления историко-востоковедных исследований в Сибири Избранные тезисы выступлений участников VII съезда российских востоковедов // Новые исследования Тувы. — 2010. — № 4. — ISSN 2079-8482.
- Дацышен В. Г. Китайцы в Туве в начале XX века // Новые исследования Тувы. — 2011. — № 1. — ISSN 2079-8482.
- Дацышен В. Г. Проблемы китайской экспансии в Засаянском крае // Новые исследования Тувы. — 2011. — № 2—3. — С. 104—117. — ISSN 2079-8482.
- Дацышен В. Г. Архимандрит Петр (Каменский) и становление русско-китайского взаимодействия в сфере медицины // Сибирское медицинское обозрение. — 2012. — Т. 78, № 6. — С. 96—100.
- Дацышен В. Г. Япония и гражданская война в Туве // Новые исследования Тувы. — 2013. — № 2. — С. 44—54. — ISSN 2079-8482.
- Дацышен В. Г. Японский труд в рыбной промышленности на Дальнем Востоке России // Япония. Ежегодник. — 2013. — № 42. — С. 237—249.
- Дацышен В. Г. Сибирский округ во время военной кампании в Китае в 1900-1901 гг. // Вестник Новосибирского государственного педагогического университета. — Новосибирск: НГПУ, 2014. — № 6 (22). — С. 119—127. — ISSN 2226-3365. — doi:10.15293/2226-3365.1406.10. Архивировано 5 марта 2016 года. (копия)
- Дацышен В. Г. Рецензия на учебное пособие Кремнёв Е.В., Ван Ланьцзюй Социально-политическая система КНР:учеб. пособие / Е.В.Кремнёв, Ван Ланьцзюй. – Иркутск: ИГЛУ, 2014. – 208 с. // Magister Dixit  — научно-педагогический журнал Восточной Сибири. — 2014. — № 3 (15). — С. 88—92.
- Дацышен В. Г. Русско-японские отношения на Северном Сахалине в период японской оккупации (1920–1925 гг.) // Япония. Ежегодник. — 2014. — № 43. — С. 192—209.
- Дацышен В. Г. Рецензия: Скажутин Д. В. Становление сестринского дела в Забайкалье: 1900—1905 гг. — Издательские решения, 2017 // Северные архивы и экспедиции. — 2018. — T. 2. — № 1. — С. 65—67.

#### Материалы конференций
- Дацышен В. Г. Проблемы православной миссионерской деятельности в Туве во второй половине XIX в. // Макарьевские чтения: материалы шестой международной конференции (21 — 23 ноября 2007 года) / Отв. ред. В. Г. Бабин. — Горно-Алтайск: Изд-во ГАГУ, 2007.
- Дацышен В. Г. Усинский вопрос. Из истории одной «международной проблемы» в Центральной Азии // Международные отношения в Центральной Азии: история и современность: Материалы международной конференции. Барнаул, 29 апреля 2010 г. – Вып. II / Под. ред. А. В. Старцева. — Барнаул: Азбука, 2010. — С. 86—92.
- Дацышен В. Г. Маньчжуро-китайско-русский словарь в фондах Государственного архива Красноярского края // II Международная научная конференция «Архивное востоковедение». — М., 2011. — 35-37 с.
- Дацышен В. Г. «Миссия Комацубары». Из истории советско-японско-китайских отношений в начале 1930 х годов // Проблемы Дальнего Востока. — 2012. — № 3.
- Дацышен В. Г. Другая Сибирь: преодоления мифа // Судьба континента Сибирь: проблемы развития. Экспертный дискурс: сб. статей / под ред. В. С. Ефимова. — Красноярск: СФУ, 2012. — С. 97—109.
- Дацышен В. Г. Японское консульство в Новосибирске. Из истории советско-японских отношений // Сибирь и Центральная Азия: актуальные вопросы политического и социокультурного развития. Пятые научные чтения памяти Е. М. Залкинда. Материалы международной научной конференции 27 апреля 2012 г. / Под. общ. ред. А. В. Старцева. — Барнаул: Азбука, 2012. — С. 126—128.
- Дацышен В. Г. На краю Земли Русской. Православие в Усинском крае // XII Красноярские краевые образовательные Рождественские чтения. Материалы и доклады. — Красноярск, 2012. — С. 189—198.
- Дацышен В. Г. Русские в Ханькоу. Из истории российско-китайских отношений второй половины XIX – первой половины XX вв. // Россия и Китай: научные и культурные связи (по материалам архивных, рукописных, книжных и музейных фондов) : сб. ст. № 2 / Библиотека Российской академии наук; отв. ред. В.П. Леонов; рук. проекта Н.В. Колпакова; сост. Г.З. Пумпян. — СПб.: БАН, Альфарет, 2012. — С. 67—80.
- Дацышен В. Г. Тува в русско-монгольских отношениях во время Синьхайской революции // Монголын тусгаар тогтнол ба монголчууд (Монгольский суверенитет и монголы) / Ред. С.Чулуун. — Улаанбаатар, 2012. — С. 260—269.
- Дацышен В. Г. Военная организация и военный потенциал Сибири накануне XX в. // Сборник тезисов: Сибирский исторический форум «Сибирь в войнах начала XX века». — Красноярск, 2013. — С. 12—18.
- Дацышен В. Г. Русско-монгольское столкновение в Усинске. Из истории гражданской войны и иностранной интервенции в Саянах // Центральноазиатские исторические чтения. Сборник материалов II Межрегиональной научно-практической конференции. — Кызыл: РИО ТувГУ, 2013. — С. 32—34.
- Дацышен В. Г. Материалы из фондов Минусинского краеведческого музея им. Мартьянова как источники по истории китайской чайной культуры // Локальное наследие и глобальная перспектива. "Традиционализм" и "революционизм" на Востоке. XXVII международная научная конференция по источниковедению и историографии стран Азии и Африки. 24 - 26 апреля 2013 г.: Тезисы докладов / Отв. ред. Н. Н. Дьяков, А. С. Матвеев. — СПб.: ВФ СПбГУ, 2013. — С. 139—140.

### Лекции
- Дацышен В. Г. К проблеме причин и целей российской экспансии в Маньчжурии в конце XIX в. // Материалы семинара «Азия в России/Россия в Азии», Центр славянских исследований при Университете Хоккайдо 18-19 марта 2006 г. (Vladimir Datsyshen (Krasnoyarsk State Pedagogical Institute, Russia) "A Study about Reasons and Purposes of Russian Expansion into Manchuria in the End of the 19th Century, " Slavic Research Center, Hokkaido University March 18-19, 2006.)

## Интервью
- Ламажаа Ч. К. Владимир Дацышен: «В истории нельзя без сравнительного анализа» // Новые исследования Тувы. — 2012. — № 4. — С. 47—67. — ISBN 2079-8482.
- Маркович М. Владимир Дацышен: «Россия потеряет Сибирь… Если сама создаст условия для китайской экспансии» // АиФ на Енисее. — 2701.2009. — № 22 (598). Архивировано 20 января 2014 года.